# Bagchangaj
Bagchangaj (mong. Багахангай) – dzielnica Ułan Bator, stolicy Mongolii.
Dzielnica została utworzona w 1992 roku z terenów dawnej radzieckiej bazy wojskowej. Położona jest na południowy wschód od stolicy i stanowi eksklawę na terenie ajmaku centralnego. Obejmuje terytorium 140 km² i składa się z dwóch osiedli. W 2013 roku liczyła 3691 mieszkańców. Bagchangaj ma w przeważającej części charakter wiejski, liczne tereny przeznaczone są pod wypas zwierząt.